# Doctrinal
El Doctrinal (o Doctrinale, o Doctrinale puerorum) és un tractat gramatical llatí del segle xii, obra d'Alexandre de Villadei i una de les obres lingüístiques més difoses i usades en les universitats i centres d'estudi europeus durant tota la Baixa edat mitjana fins al Renaixement.

## Contingut i estructura de l'obra
El Doctrinal (nom que a voltes es donava, a l'edat mitjana, al manual de gramàtica), és un tractat de gramàtica llatina, escrit en vers. En concret, es compon de 2.645 versos, i té la següent estructura:
- Proemi
- Primera part
  - Capítol primer. La declinació.
  - Capítol segon. Els noms heteròclits.
  - Capítol tercer. Els graus de la comparació.
  - Capítol quart. El gènere dels noms.
  - Capítol cinquè. El perfet i supí dels verbs.
  - Capítol sisè. Verbs defectius i anòmals.
  - Capítol setè. La formació dels verbs.
- Segona part
  - Capítol vuitè. El règim.
  - Capítol novè. La construcció.
  - Capítol desè. La quantitat sil·làbica.
  - Capítol onzè. L'accent.
  - Capítol dotzè. Les figures.

## Context[1]
La cultura grega, que donà forma a la romana, tenia una base essencialment literària. Com a conseqüència, en el sistema educatiu basat en les Arts liberals, que té el seu inici a Grècia i es perllonga durant tota l'Edat mitjana, el Trivium (gramàtica, retòrica i dialèctica) té més relleu que els coneixements tècnics inclosos en el Quadrivium (aritmètica, música, geometria i astronomia).
Al seu torn, dins del Trivium, l'Art a la qual es donava més importància en l'època clàssica en el cicle intermedi de l'educació, era la gramàtica, el que s'aguditza en l'àmbit de la cultura cristiana, que prima la gramàtica com a eina per a entrar en contacte amb la Bíblia, enfront de la retòrica i la dialèctica, considerades arts més paganes, si bé no foren totalment excloses.
D'aquí la importància i rellevància que adquirí de seguida el Doctrinal des de la seva aparició.
El Doctrinal suposava una certa ruptura amb les gramàtiques de Donat i de Priscià, fins aleshores utilitzades; i responia al fet que el llatí havia passat definitivament a ser una segona llengua, i havia de ser ensenyada i apresa com a tal.
Per tant, es produeix un declivi de les gramàtiques clàssiques, denominades Auctores, enfront de les Arts, que és com s'anomenaren les noves gramàtiques.
Així, el Doctrinal seria la primera gramàtica llatina (que aleshores era sinònim de gramàtica) que es pot considerar "moderna", en el sentit de superadora de les de l'època clàssica.

## Primeres edicions
La primera edició del Doctrinal de la que se'n tenen referències avui en dia és del 1199, i es tenen notícies d'edicions dels anys 1201, 1208, 1210, 1212, i així successivament se'n feren innumerables edicions en els anys i segles successius. Així, a Europa, el nombre d'edicions entre 1470 i 1588 assoleix la xifra de 300.

## Difusió i edicions a Catalunya
A Catalunya, com a totes les terres hispàniques, l'obra tingué també una gran difusió. A Barcelona se'n feren diverses impressions:
- Pere Posa l'imprimí el 1481?, 1493 i 1499.
- Gerald Preuss i Joan Luschner ho feren el 1497.
- Diego Gumiel l'estampà el 1499, amb comentaris de Pere Joan Matoses, amb el títol "Grammatica Alexandri cum expositionibus textus ac Antonii Nebressensis erroribus quisbudam", qui enaltia Villadei tot criticant Nebrija. (D'aquesta versió se'n feren reimpressions a Girona, el 1502 i altre cop a Barcelona el mateix any, aquesta darrera a càrrec de Joan Luschner).[4]

En els inventaris mortis causa de biblioteques barcelonines, el Doctrinale apareix de forma més estesa en el temps i de forma més equilibrada entre els diversos grups socioprofessionals que qualsevol altra gramàtica medieval.